# Lavtsi (Resen)
Lavtsi (en macédonien Лавци) est un village du sud-est de la Macédoine du Nord, situé dans la municipalité de Resen. Le village comptait 134 habitants en 2002.

## Démographie
Lors du recensement de 2002, le village comptait :
- Turcs : 113
- Macédoniens : 18
- Albanais : 2
- Autres : 1